# Électrogravimétrie

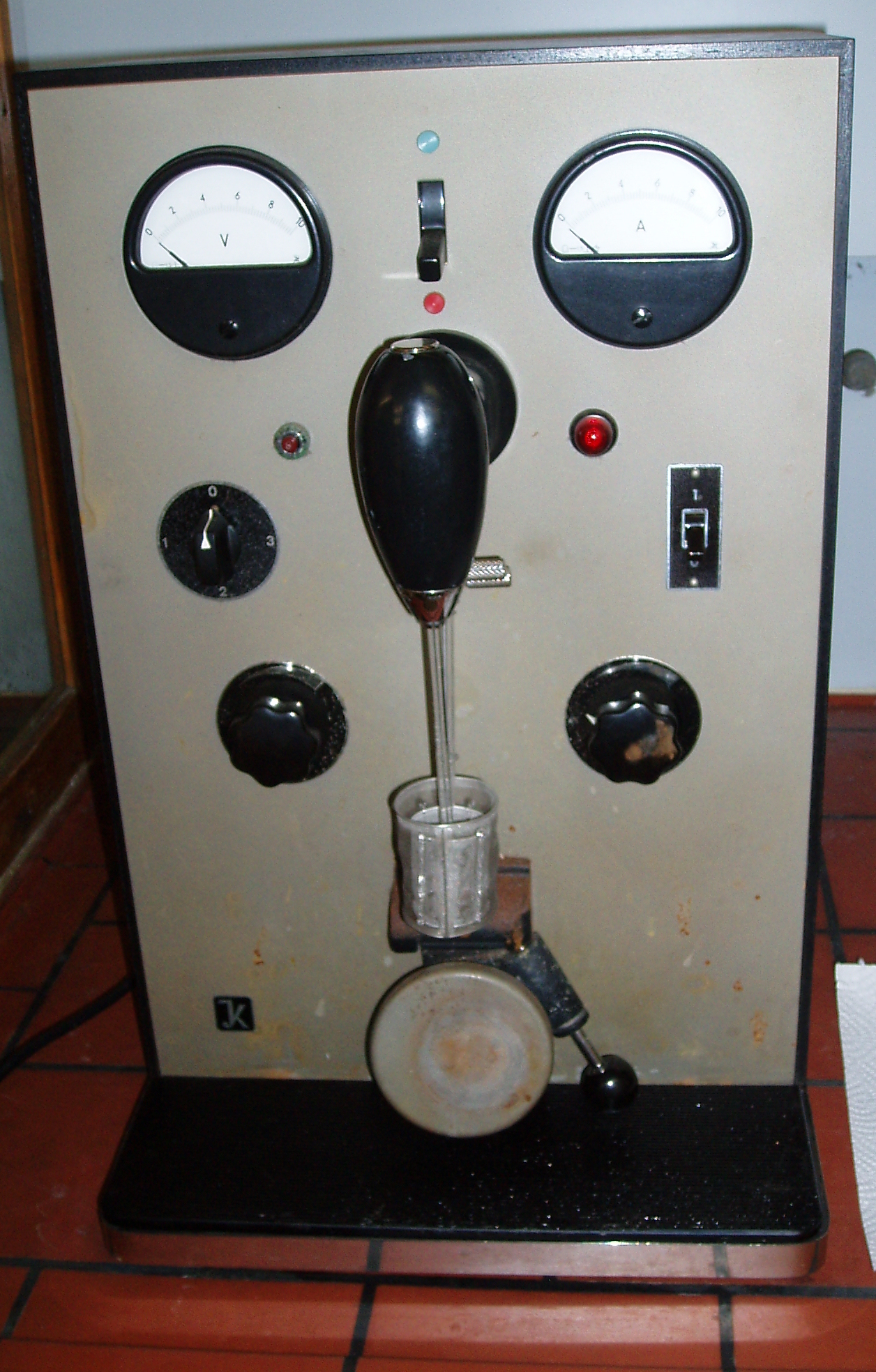
Un appareil d'électrogravimétrie

L'électrogravimétrie est une méthode d’électroanalyse qui est utilisée pour séparer et quantifier les ions d'une substance, généralement d'un métal. Dans ce processus, la solution d'analyte est électrolysée.
L'analyse se fait en mesurant la masse du produit de l'électrolyse déposé sur une des électrodes.

## Référence
1. ↑  Douglas Arvid Skoog, F. James Holler, Timothy A. Nieman, Principes d'analyse instrumentale, De Boeck Supérieur, 2003